# Platnickina maculata
Platnickina maculata is een spinnensoort in de taxonomische indeling van de kogelspinnen (Theridiidae).
Het dier behoort tot het geslacht Platnickina. De wetenschappelijke naam van de soort werd voor het eerst geldig gepubliceerd in 2001 door Hajime Yoshida.